# 金炯一
金 炯一（キム・ヒョンイル、김형일、1923年10月28日 - 1978年6月3日）は大韓民国の軍人、政治家。本貫は金寧金氏。京城法学専門学校、アメリカ陸軍大学、カリフォルニア州立大学フレズノ校卒。

## 経歴

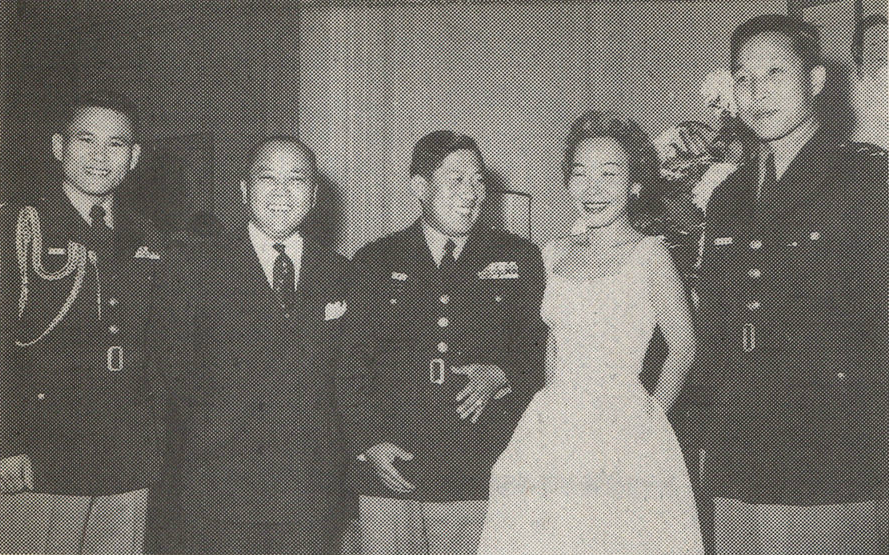
左から、李厚洛、梁裕燦、劉載興、梁裕燦の妻、金炯一。1955年撮影。

1923年、京畿道華城に生まれる。1945年、京城法学専門学校卒業。学徒出陣して日本軍少尉。
1946年2月9日付で軍事英語学校を卒業して少尉に任官（軍番10045番）。第8連隊の創設に参加。1948年8月8日、第8連隊長（中領）。同年5月の表武源・姜太武大隊越北事件の責任を負って辞任。
1949年6月20日、陸軍本部兵器監。1950年3月に来日して第7師団で研修を受けていたが、朝鮮戦争が勃発すると帰国。同年8月、陸軍本部付戦況視察官（大領）。同年10月、陸軍本部特務部隊長。1951年、第7師団長（准将）。同年10月、陸軍本部軍需局長。1952年、陸軍本部情報局長。
1953年、アメリカ陸軍指揮幕僚大学卒業。1954年、陸軍本部情報局長。1956年12月、連合参謀本部長。1959年3月2日、陸軍本部情報参謀部長。1959年7月2日、第2軍団長。1960年9月3日、陸軍参謀次長、任中将。1961年3月2日、国防部長官特別補佐官。同年6月、反革命容疑で逮捕されたが、10月に起訴猶予となる。同年11月、予備役編入。
1963年11月、第6代国会議員（全国区、民政党）。民政党党務委員。京畿第10地区党委員長。
1967年6月、第7代国会議員（華城区、新民党）当選。新民党政務委員。1968年6月、新民党中央訓練院院長。1970年11月、同党政務委員・党紀委員。
1971年、第8代国会議員（華城区、新民党）当選。新民党事務総長。
1973年、第9代国会議員（華城区、新民党）。新民党院内総務。
1978年6月3日、ソウル市西大門区忠正路の自宅で脳溢血で死亡した。

## 叙勲
- 乙支武功勲章 3個
- 忠武武功勲章 1個
- 花郎武功勲章 2個
- レジオン・オブ・メリット 1957年7月31日[17]